# El Templo del oro
Firewalker (conocida como El templo del oro en España y como El templo del sol en Hispanoamérica) es una película de aventuras de serie B dirigida por J. Lee Thompson y protagonizada por Chuck Norris, Louis Gossett, Jr., Will Sampson y Melody Anderson.

## Argumento
Tras una larga racha de percances, decisiones erróneas y fracasos estrepitosos, los arqueólogos Max y Leo (Norris y Gossett) han decidido dejar su trabajo, pero se vuelven atrás cuando una bella mujer rubia los contrata para buscar un tesoro azteca. Lo que ignoran es que un poderoso y vengativo espíritu sigue sus movimientos y, con tal de proteger el tesoro sagrado, no se detendrá ante nada.

## Reparto
| Actor                  | Personaje            | Notas                          |
| ---------------------- | -------------------- | ------------------------------ |
| Chuck Norris           | Max Donigan          |                                |
| Louis Gossett Jr.      | Leo Porter           |                                |
| Melody Anderson        | Patricia Goodwin     |                                |
| Will Sampson           | Tall Eagle           |                                |
| Sonny Landham          | El Coyote            |                                |
| John Rhys-Davies       | Corky Taylor         |                                |
| Ian Abercrombie        | Boggs                |                                |
| Richard Lee-Sung       | Chino / El General   |                                |
| Zaide Silvia Gutiérrez | Chica Indu           |                                |
| Álvaro Carcaño         | Willie               |                                |
| John Hazelwood         | Tubbs                |                                |
| Dale Payne             | Piloto               |                                |
| José Escandón          | Copiloto             |                                |
| Mário Arévalo          | jefe de la guerrilla |                                |
| Miguel Ángel Fuentes   | Big Man              | Acreditado como Miguel Fuentes |

## Producción
Esta película fue un resultado de la corriente imitadora que apareció desde la aparición de las famosas películas de Indiana Jones de aquel tiempo. También cabe destacar que también se trata de la última película en la que Aaron Norris realizó la labor de coordinador de especialistas.

## DVD
- Firewalker fue lanzada en DVD por MGM Home Video el 22 de marzo de 2005.